# Omar Prewitt
Omar Prewitt (ur. 24 września 1993 w Mount Sterling) – amerykański koszykarz grający na pozycjach rzucającego obrońcy lub niskiego skrzydłowego, obecnie zawodnik Banvitu.
19 września 2018 dołączył do Legii Warszawa.
Pochodzi ze sportowej - koszykarskiej rodziny. Jego matka - Lea Wise-Prewitt występowała na uczelni Kentucky, gdzie zaliczono ją do składów All-SEC, następnie została trenerką drużyny Centre College (Kentucky), prowadząc zespół do Final Four NCAA Division III, została też zaliczona do Kentucky Athletics Hall of Fame. Siostra Maggie występowała w Centre College, gdzie została wybrana dwukrotnie do składów All-American.
17 lipca 2019 został zawodnikiem tureckiego Banvitu.

## Osiągnięcia
Stan na 17 lipca 2019, na podstawie, o ile nie zaznaczono inaczej.
NCAA
- Mistrz sezonu regularnego konferencji Colonial Athletic Association (CAA – 2015)
- Najlepszy pierwszoroczny zawodnik CAA (2014)
- Zaliczony do:
  - I składu
    - CAA (2016)
    - turnieju CAA (2015)
    - najlepszych pierwszorocznych zawodników CAA (2014)
    - dystryktu (10 – 2016)

  - II składu:
    - CAA (2017)
    - dystryktu (10 – 2017)

  - III składu CAA (2015)
- Zawodnik tygodnia CAA (30 stycznia 2017)

Indywidualne
- MVP:
  - miesiąca EBL (listopad 2018)[5]
  - kolejki EBL (14 – 2018/2019)[6]
- Zaliczony do II składu EBL (2019 – przez dziennikarzy)[7]
- Uczestnik konkursu rzutów za 3 punkty EBL (2019)[8]